# Aonidiella tectaria
Aonidiella tectaria  (лат.) — вид полужесткокрылых насекомых-кокцид рода Aonidiella из семейства щитовки (Diaspididae).

## Распространение
Экваториальная Африка: Камерун

## Описание
Питаются соками таких растений из семейства Эуфорбиевые (Euphorbia sp., Euphorbiaceae). Вид был впервые описан в 1909 году немецким энтомологом Карлом Линдингером (Karl Hermann Leonhard Lindinger, 1879—1956) как Aspidiotus tectarius Lindinger, 1909.
Таксон Aonidiella tectaria включён в состав рода Acutaspis вместе с таксонами A. aurantii, A. comperei, A. araucariae, A. orientalis, A. taxus, A. tinerfensis, A. tsugae, A. eugeniae, A. pini, A. rex, A. yehudithae.